# 33. ročník udílení Nickelodeon Kids' Choice Awards
33. ročník udílení cen Nickelodeon Kids' Choice Awards se konal 2. května 2020. Moderátorkou ceremoniálu byla Victoria Justice, která živě vysílala ze svého domu. Původně měl ceremoniál probíhat v The Forum v Ingleewoodu v Kalifornii, jako každý rok. Chance the Rapper měl předávání cen moderovat a Justin Bieber měl vystoupit se svojí písní „Intentions“.

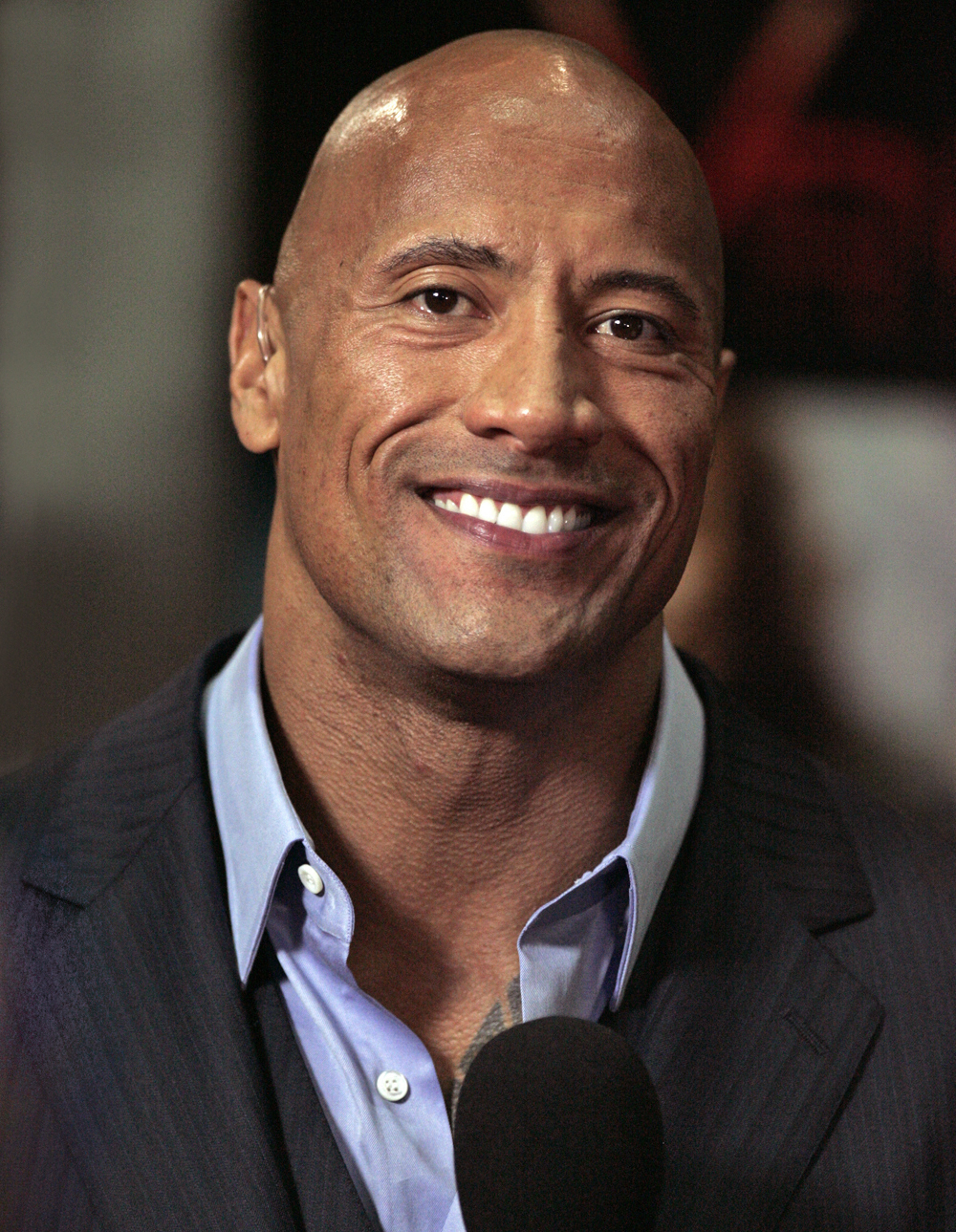
Dwayne Johnson, vítěz v kategorii nejoblíbenější filmový herec

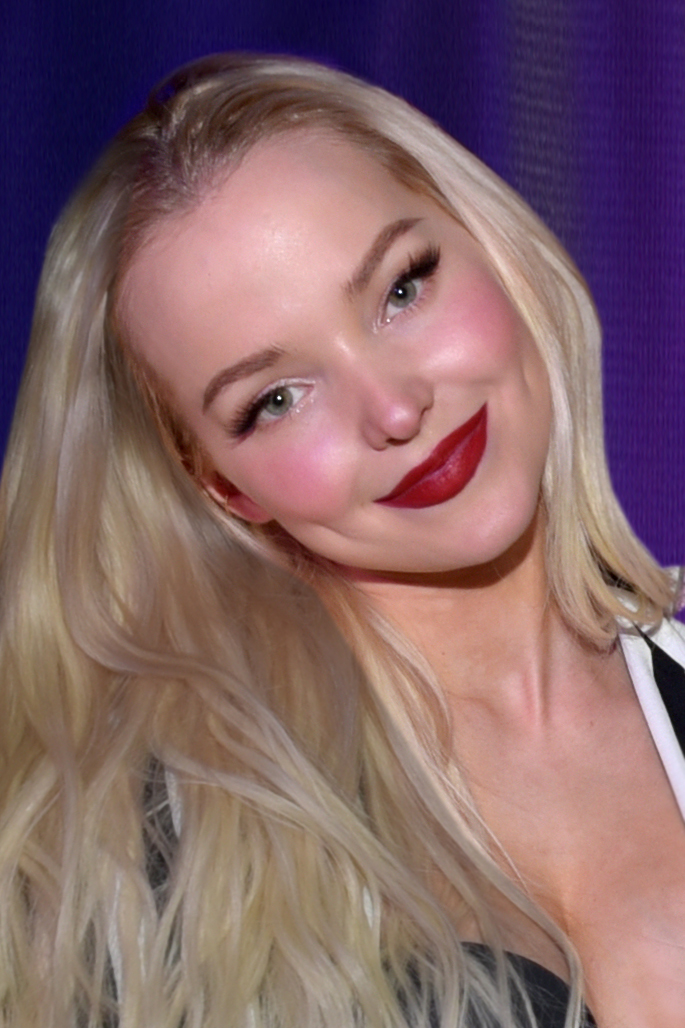
Dove Cameron, vítězka v kategorii nejoblíbenější filmová herečka

## Vítězové a nominovaní

### Film
| Nejoblíbenější film | Nejoblíbenější filmový herec |
| --- | --- |
| Avengers: Endgame - Aladin - Captain Marvel - Jumanji: Další level - Spider-Man: Daleko od domova - Star Wars: The Rise of Skywalker | Dwayne Johnson jako Dr. Xander "Smolder" Bravestone – Jumanji: Další level a jako Luke Hobbs – Rychle a zběsile: Hobbs a Shaw - Chris Evans jako Steve Rogers / Captain America – Avengers: Endgame - Kevin Hart jako Franklin "Mouse" Finbar – Jumanji: Další level - Chris Hemsworth jako Thor – Avengers: Endgame a jako Henry / Agent H – Muži v černém: Globální hrozba - Tom Holland jako Peter Parker / Spider-Man – Spider-Man: Daleko od domova - Will Smith jako Gene – Aladin |
| Nejoblíbenější filmová herečka | Nejoblíbenější animovaný film |
| Dove Cameron jako Mal – Následníci 3 - Scarlett Johansson jako Natasha Romanoff / Black Widow – Avengers: Endgame - Angelina Jolie jako Maleficent – Zloba: Královna všeho zlého - Brie Larson jako Carol Danvers / Captain Marvel – Avengers: Endgame a Captain Marvel - Taylor Swift jako Bombalurina – Cats - Zendaya jako MJ – Spider-Man: Daleko od domova                                                                                            | Ledové království II - Angry Birds ve filmu 2 - LEGO příběh 2 - Lví král - Tajný život mazlíčků 2 - Toy Story 4: Příběh hraček |

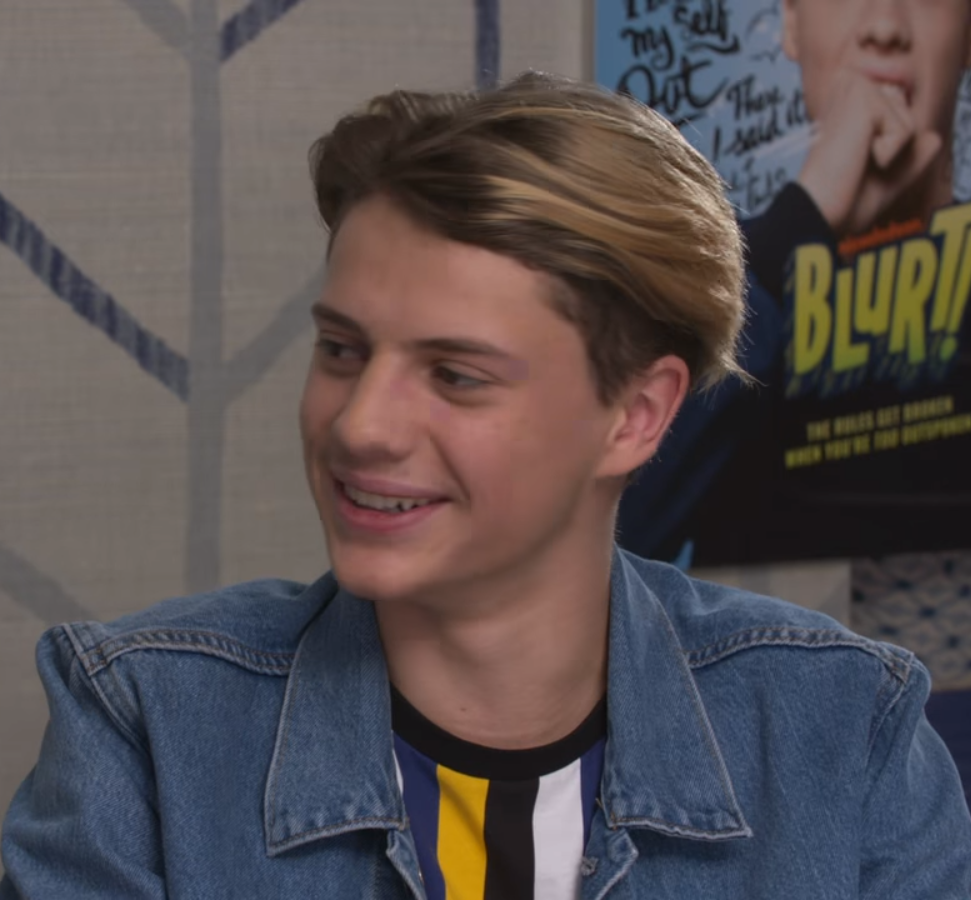
Jace Norman, vítěz v kategorii nejoblíbenější televizní herec

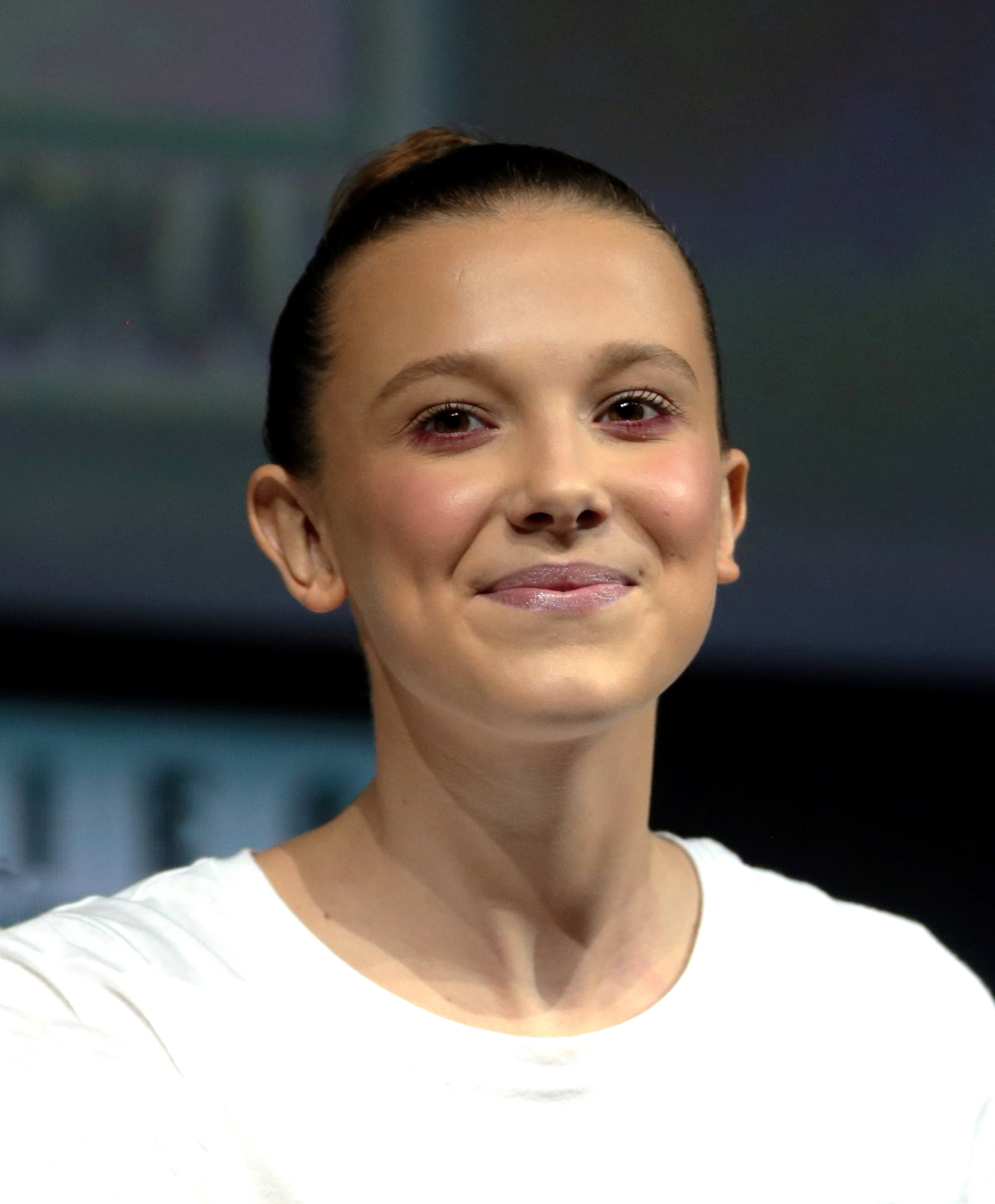
Millie Bobby Brownová, vítězka v kategorii nejoblíbenější seriálová herečka

| Nejoblíbenější hlas v animovaném filmu (muž) | Nejoblíbenější hlas v animovaném filmu (žena) |
| Josh Gad jako Olaf – Ledové království II a jako Chuck – Angry Birds ve filmu 2 - Chris Pratt jako Emmet Brickowski a Rex Dangervest – LEGO příběh 2 - Kevin Hart jako Snížek – Tajný život mazlíčků 2 - Tom Hanks jako Woody – Toy Story 4: Příběh hraček | Beyoncé jako Nala – Lví král - Idina Menzel jako Elsa – Ledové království II - Kristen Bellová jako Anna – Ledové království II - Tiffany Haddish jako Daisy – Tajný život mazlíčků 2 a jako Královna Watevra Wa'Nabi – LEGO příběh 2 |
| Nejoblíbenější superhrdina | |
| Tom Holland jako Peter Parker / Spider-Man – Avengers: Endgame a Spider-Man: Daleko od domova - Robert Downey Jr. jako Tony Stark / Iron Man – Avengers: Endgame - Chris Evans jako Steve Rogers / Captain America – Avengers: Endgame - Chris Hemsworth jako Thor – Avengers: Endgame - Scarlett Johansson jako Natasha Romanoff / Black Widow – Avengers: Endgame - Brie Larson jako Carol Danvers / Captain Marvel – Avengers: Endgame a Captain Marvel | |

### Televize
| Nejoblíbenější televizní seriál | Nejoblíbenější televizní seriál |
| --- | --- |
| Henry Nebezpečný - Řada nešťastných příhod - All That - Táborníci z Kikiwaka - Power Rangers Beast Morphers - U Raven doma - Stranger Things - Zase máme plný dům - Taková moderní rodinka - Teorie velkého třesku - The Flash - Malý Sheldon - Simpsonovi | |
| Nejoblíbenější televizní herec | Nejoblíbenější televizní herečka |
| Jace Norman jako Henry Hart/Kid Danger – Henry Nebezpečný - Abraham Rodriguez jako Nate Silva/Zlatý strážce – Power Rangers Beast Morphers - Caleb McLaughlin jako Lucas Sinclair – Stranger Things - Jim Parsons jako Sheldon Cooper – Teorie velkého třesku - Joshua Bassett jako Ricky Bowen – High School Musical: The Musical: The Series - Karan Brar jako Ravi Ross – Táborníci z Kikiwaka | Millie Bobby Brownová jako Jedenáctka – Stranger Things - Candace Cameron Bure jako D.J. Tanner-Fuller – Zase máme plný dům - Ella Anderson jako Piper Hart – Henry Nebezpečný - Peyton List jako Emma Ross – Táborníci z Kikiwaka - Raven-Symoné jako Raven Baxter – U Raven doma - Riele Downs jako Charlotte Page – Henry Nebezpečný |
| Nejoblíbenější reality-show | Nejoblíbenější moderátor |
| Amerika má talent - Ninja faktor po americku - Fórky a vtípky - MasterChef Junior - The Masked Singer - The Voice | Ellen DeGeneres – Ellen's Game of Games - John Cena – Are You Smarter than a 5th Grader? - Nick Cannon – The Masked Singer - Ryan Seacrest – American Idol - Terry Crews – Amerika má talent - Tiffany Haddish – Kids Say the Darndest Things                                                                                           |

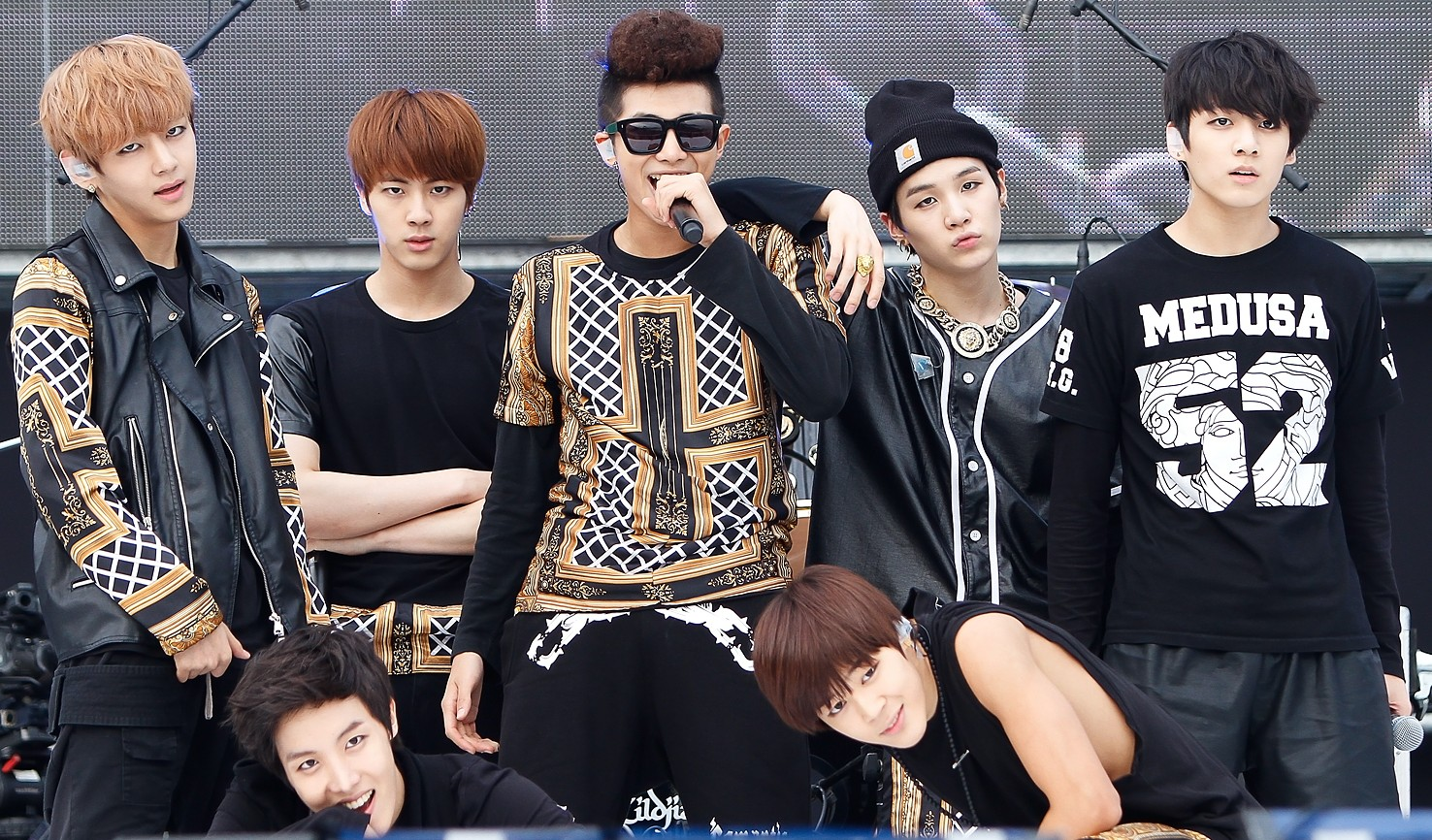
BTS, vítězové v kategorii nejoblíbenější hudební skupina

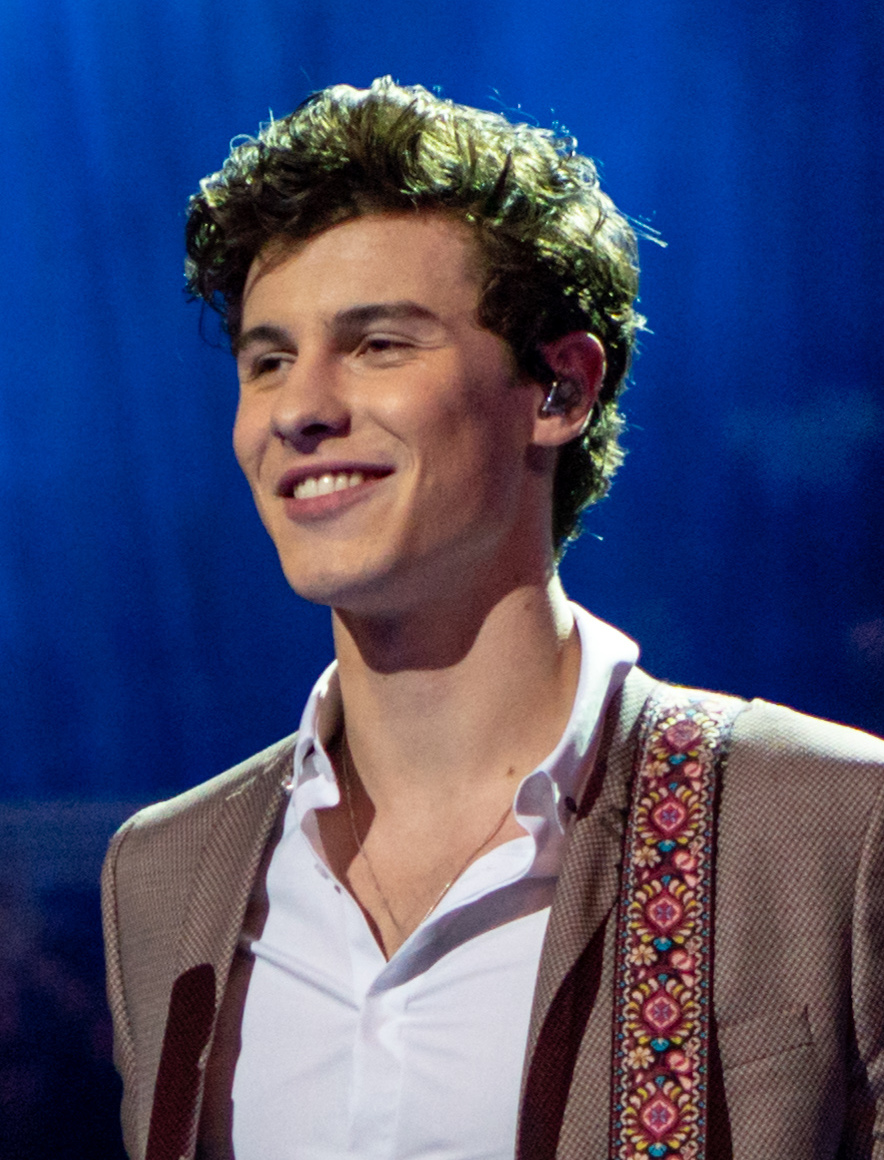
Shawn Mendes, vítěz v kategorii nejoblíbenější zpěvák a nejoblíbenější kolaborace za píseň „Senorita“, kterou nazpíval s Camilou Cabello

| Nejoblíbenější animovaný seriál | |
| SpongeBob v kalhotách - Alvin a Chipmunkové - Mladí Titáni do toho! - Gumballův úžasný svět - Hlasiťákovi | |

### Hudba
| Nejoblíbenější hudební skupina                                                               | Nejoblíbenější zpěvák |
| -------------------------------------------------------------------------------------------- | --- |
| BTS - Fall Out Boy - Jonas Brothers - Maroon 5 - Panic! at the Disco - The Chainsmokers      | Shawn Mendes - Ed Sheeran - Justin Bieber - Lil Nas X - Marshmello - Post Malone |
| Nejoblíbenější zpěvačka                                                                      | Písnička roku |
| Ariana Grande - Beyoncé - Billie Eilish - Katy Perry - Selena Gomez - Taylor Swift           | „Bad Guy“ – Billie Eilish - „7 Rings“ – Ariana Grande - „Memories“ – Maroon 5 - „Old Town Road“ – Lil Nas X - „Sucker“ – Jonas Brothers - „You Need to Calm Down“ – Taylor Swift |
| Objev roku                                                                                   | Nejoblíbenější kolaborace |
| Lil Nas X - City Girls - DaBaby - Lewis Capaldi - Lizzo - Megan Thee Stallion                | „Señorita“ – Shawn Mendes a Camila Cabello - „10,000 Hours“ – Justin Bieber & Dan + Shay - „I Don't Care“ – Ed Sheeran & Justin Bieber - „Me!“ – Taylor Swift feat. Brendon Urie - „Old Town Road (Remix)“ – Lil Nas X feat. Billy Ray Cyrus - „Sunflower“ – Post Malone & Swae Lee |
| Nejoblíbenější virální umělec                                                                | Nejoblíbenější globální hudební hvězda |
| JoJo Siwa - Asher Angel - Blanco Brown - Johnny Orlando - Mackenzie Ziegler - Max and Harvey | Taylor Swift (Severní Amerika) - BTS (Asia) - Dua Lipa (Spojené království) - J Balvin (Latinská Amerika) - Rosalía (Evropa) - Sho Madjozi (Afrika) - Tones and I (Austrálie) |

### Sport
| Nejoblíbenější sportovec – žena                                                              | Nejoblíbenější sportovec – muž                                                               |
| -------------------------------------------------------------------------------------------- | -------------------------------------------------------------------------------------------- |
| Alex Morgan - Lindsey Vonn - Megan Rapinoeová - Naomi Osaka - Serena Williams - Simone Biles | LeBron James - Cristiano Ronaldo - Patrick Mahomes - Shaun White - Stephen Curry - Tom Brady |

### Ostatní
| Nejoblíbenější videohra                                                                     | Nejoblíbenější hráč                                                                  |
| ------------------------------------------------------------------------------------------- | ------------------------------------------------------------------------------------ |
| Minecraft - Fortnite - Mario Kart Tour - Super Smash Bros. Ultimate                         | SSSniperwolf - DanTDM - GamerGirl - Ninja - PrestonPlayz                             |
| Nejoblíbenější sociální hvězda – žena                                                       | Nejoblíbenější sociální hvězda – muž                                                 |
| Annie LeBlanc - Emma Chamberlain - Lilly Singh - Liza Koshy - Miranda Sings - Merrell Twins | David Dobrik - Coyote Peterson - Dolan Twins - Dude Perfect - MrBeast - Ryan's World |